# Arcidiocesi di Colonia

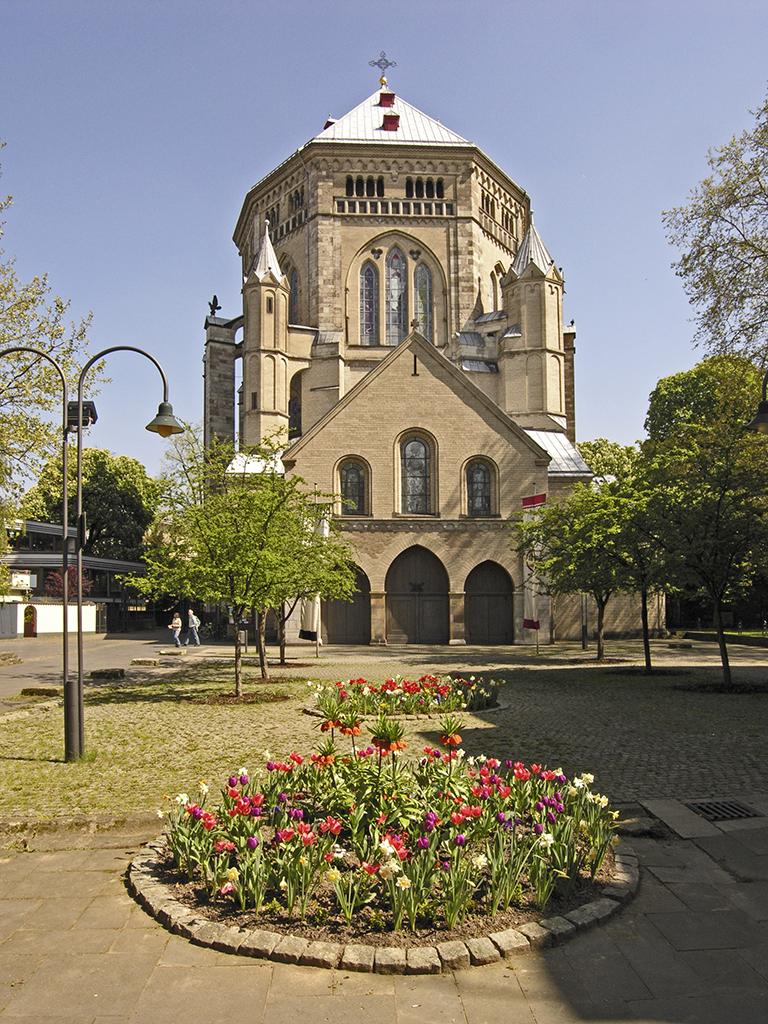
La chiesa di San Gereone a Colonia, la più antica chiesa tedesca (IV secolo).

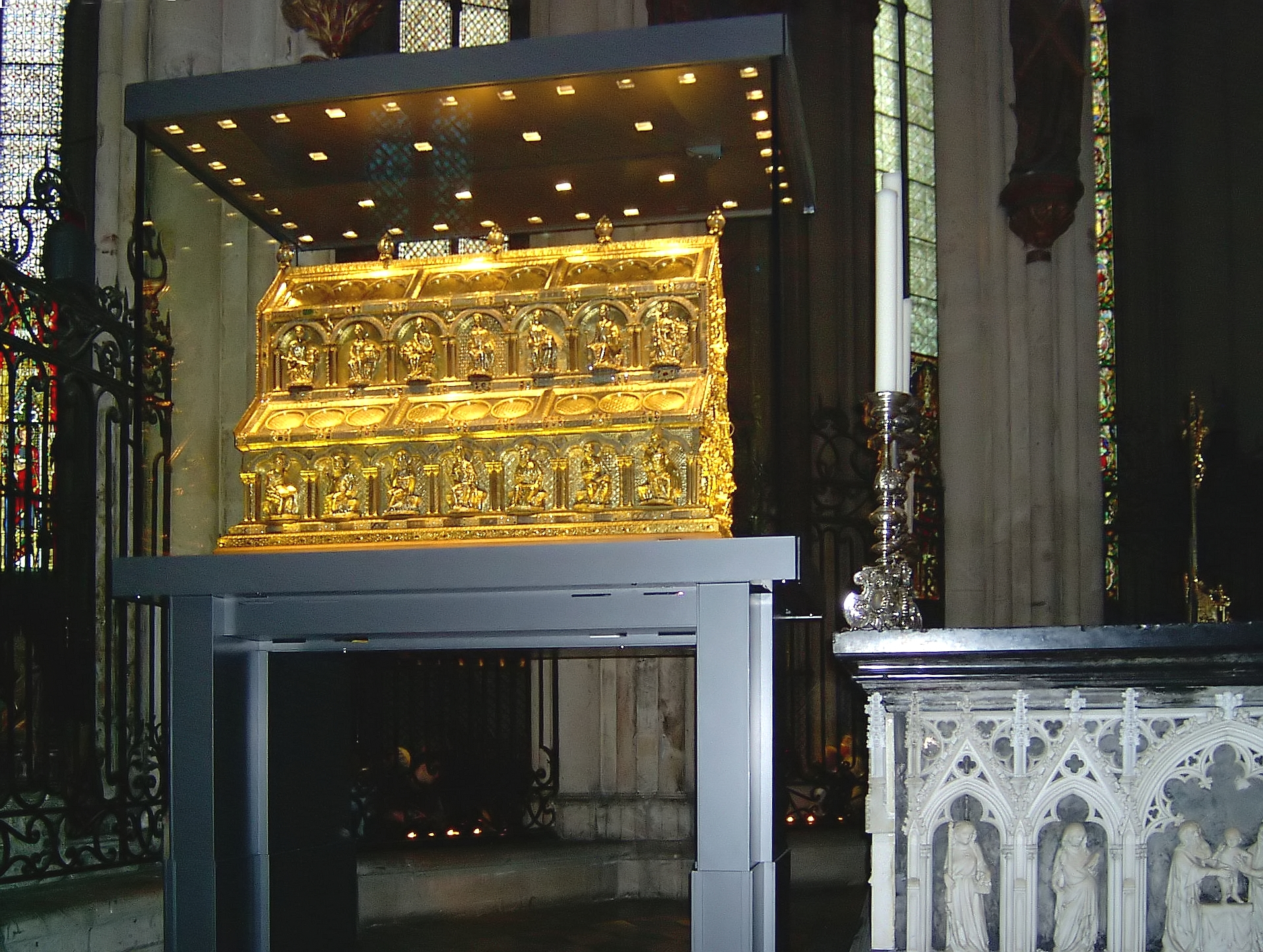
Reliquiario dei re Magi in cattedrale.

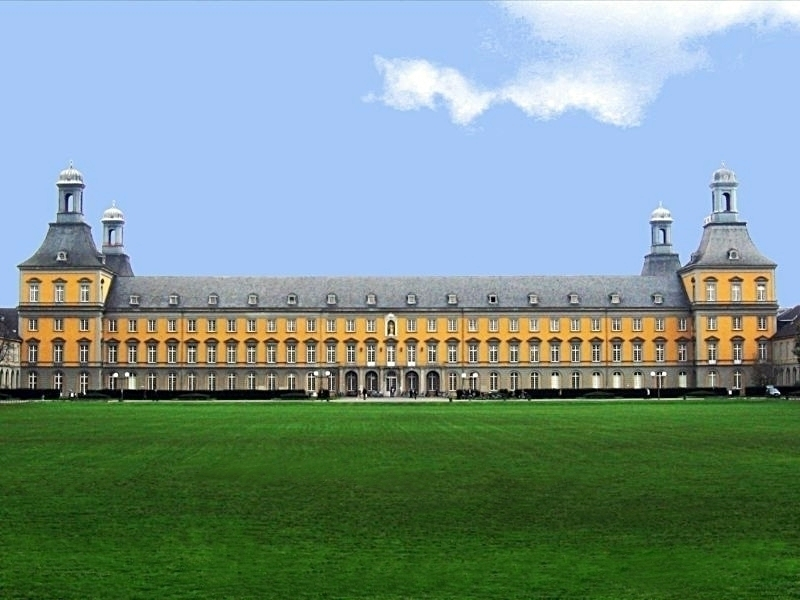
Il Palazzo dei principi-arcivescovi a Bonn, una delle opere più significative dello splendore della corte di Colonia.

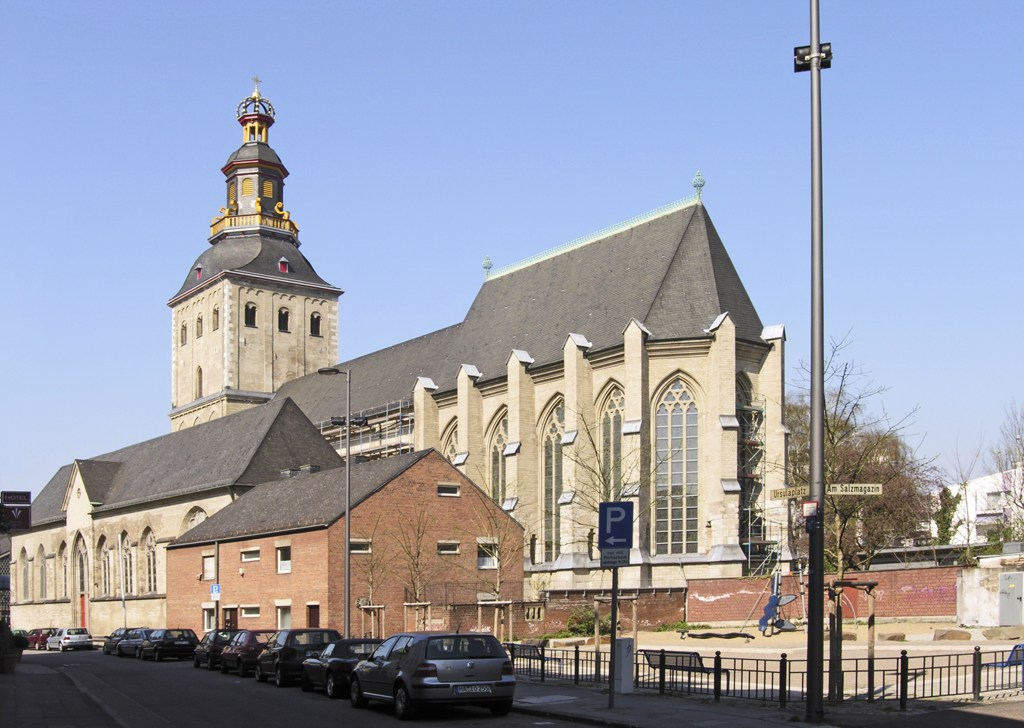
La basilica di Sant'Orsola di Colonia.

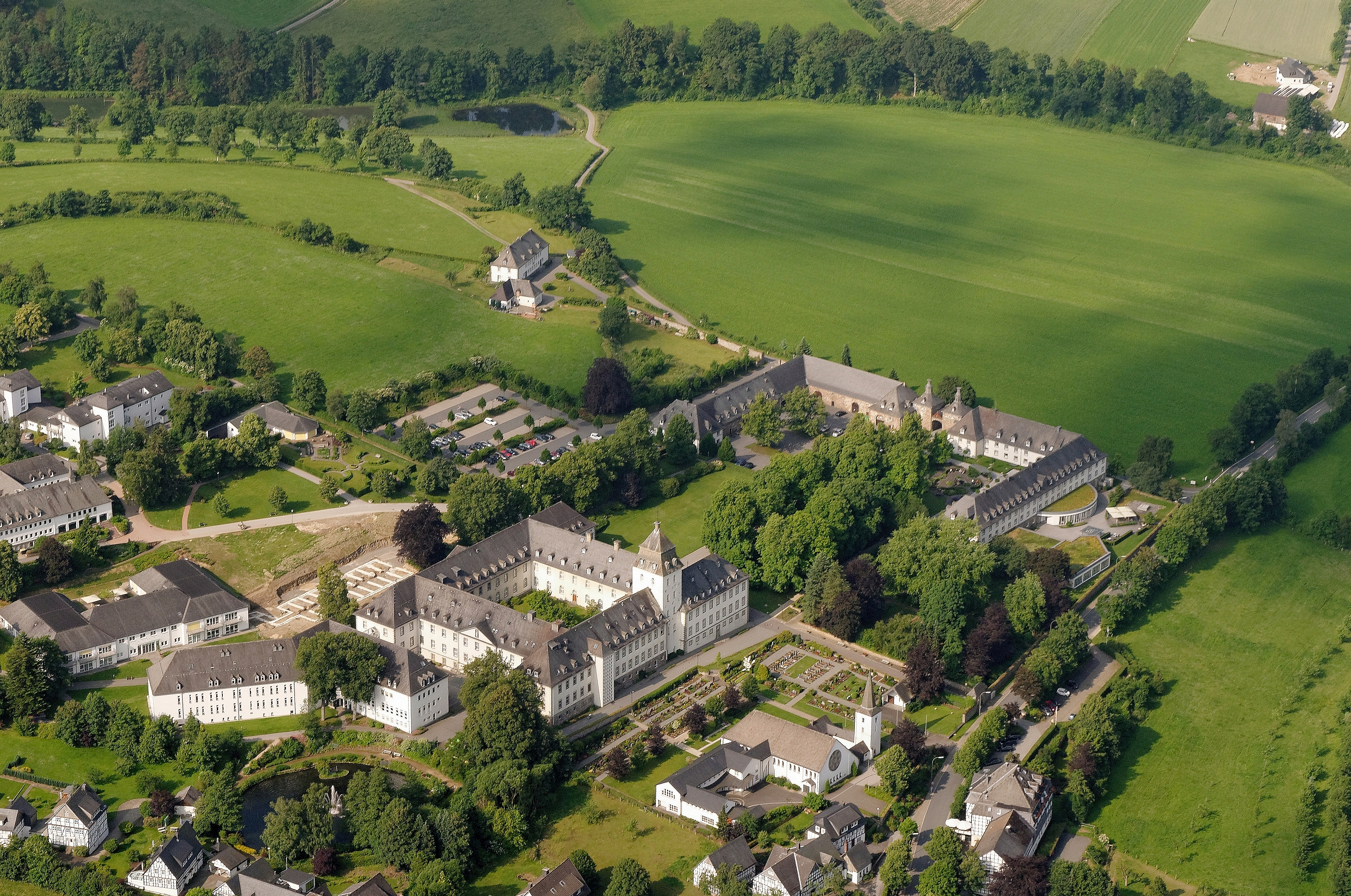
L'abbazia cluniacense di Grafschaft, oggi nel territorio dell'arcidiocesi di Paderborn.

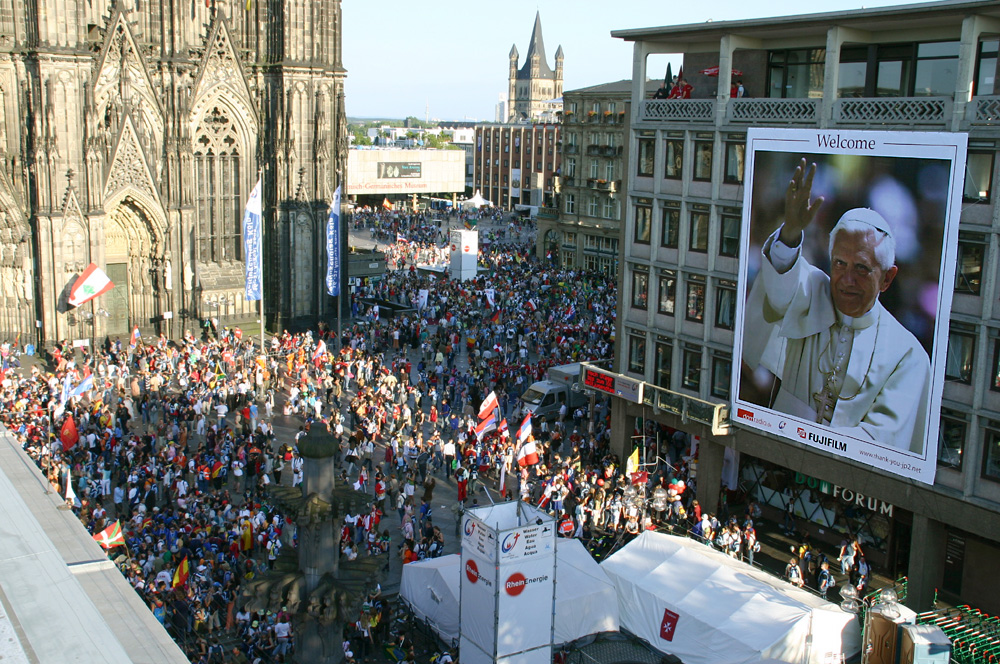
I giovani affollano Colonia per la Giornata Mondiale della Gioventù 2005.

L'arcidiocesi di Colonia (in latino Archidioecesis Coloniensis) è una sede metropolitana della Chiesa cattolica in Germania. Nel 2023 contava 1.904.400 battezzati su 5.521.841 abitanti. È retta dall'arcivescovo cardinale Rainer Maria Woelki.

## Territorio
L'arcidiocesi comprende le città di Colonia, Bonn, Düsseldorf, Leverkusen, Remscheid, Solingen e Wuppertal, parte del circondario Euskirchen (Bad Münstereifel, Euskirchen, Zülpich, Weilerswist, Mechernich), i distretti Mettmann, Oberbergischer Kreis, i comuni Neuss, Dormagen, Grevenbroich, Kaarst, Rommerskirchen, Büderich (Meerbusch) e Glehn (Korschenbroich), i distretti Rhein-Erft-Kreis, Rhein-Sieg-Kreis e Rheinisch-Bergischer Kreis. Anche alcuni comuni dello stato Renania-Palatinato fanno parte della diocesi.
Sede arcivescovile è la città di Colonia, dove si trova la cattedrale, dedicata a San Pietro e a Santa Maria.
Il territorio si estende su 6.181 km² ed è suddiviso in 509 parrocchie, raggruppate in 7 decanati urbani e 8 decanati foranei.

### Provincia ecclesiastica
La provincia ecclesiastica di Colonia comprende le seguenti suffraganee.
- diocesi di Aquisgrana;
- diocesi di Essen;
- diocesi di Limburg;
- diocesi di Münster;
- diocesi di Treviri.

### Abbazie, monasteri e collegiate
Fin dagli inizi della sua fondazione, la città di Colonia e il suo territorio diocesano si arricchirono di molte abbazia, monasteri e collegiate.
Nella città episcopale, oltre al duomo (la Hohe Domkirche St. Peter und Maria), si trovavano delle importanti e potenti collegiate, ossia le chiese di San Severino, Sant'Orsola, San Gereone, San Cuniberto, Santa Maria in Campidoglio, Sant'Andrea, Santi Apostoli, Santa Maria ad Gradus, Santa Cecilia. Quasi tutte queste chiese subirono pesanti danni durante la seconda guerra mondiale e la maggior parte di esse fu praticamente ricostruita: tali ricostruzioni furono accompagnate da scavi archeologici, che hanno permesso di stabilire non solo la storia dell'edificio si culto, ma anche la storia della primitiva comunità cristiana di Colonia.
Molte sono le istituzioni abbaziali presenti del territorio dell'arcidiocesi e il loro numero era ancora più grande prima delle perdite territoriali, che hanno diminuito di molto il territorio odierno rispetto a quello dell'antica arcidiocesi (precedente il 1821). Appartenevano all'arcidiocesi, tra le altre, le abbazie di Werden, di Kornelimünster, di Grafschaft, di Stavelot, di Kamp, di Steinfeld, di Brauweiler, di Deutz.

## Storia
Non si può stabilire con certezza l'epoca in cui la civitas romana di Colonia Agrippina ebbe per la prima volta un vescovo. Scavi archeologici hanno rivelato l'esistenza di cristiani a Colonia già verso la metà del II secolo e Ireneo di Lione, nel suo Adversus haereses, parla dei cristiani che vivono in Germania, e senza dubbio gruppi di cristiani esistevano nelle due capitali provinciali dell'epoca, Colonia per la Germania inferiore e Magonza per la Germania superiore.
Il primo vescovo documentato è san Materno, che fu inviato a Roma dall'imperatore Costantino nel 313 e che partecipò al primo concilio di Arles nel 314. Dopo di lui, gli antichi cataloghi episcopali riportano una serie di nomi di vescovi per i quali tuttavia è pura congettura stabilire date certe di episcopato; molti di loro inoltre sono noti solo per la loro presenza nei cataloghi, ma non sono comprovati da documenti storici.
Sembra che Colonia, in qualità di capitale provinciale, abbia esercitato, sul finire dell'impero romano, alcuni diritti metropolitici sulla civitas Tungrorum, primitiva sede dei futuri vescovi di Liegi; di certo in epoca franca, la sede di Tongeren appare costantemente come suffraganea di Colonia, la quale tuttavia non era sede metropolitana, così come risulta, ad esempio, nel concilio di Reims del 627, dove il vescovo Cuniberto non siede assieme ai metropoliti; alcuni vescovi ebbero comunque il titolo di arcivescovo, ma come titolo personale.
Solo verso la fine dell'VIII secolo, con il vescovo Ildeboldo, si affermò la provincia ecclesiastica di Colonia; inizialmente comprendeva le diocesi di Liegi e di Utrecht, e quelle sassoni di Münster, Osnabrück e Brema (fino all'864); a queste si aggiunse ben presto la diocesi di Minden.
In epoca carolingia furono anche stabiliti in modo definitivo i confini dell'arcidiocesi: attraversata dal Reno, che la divideva in due parti quasi uguali, era delimitata a nord dalle sedi di Utrecht e di Münster, ad est da quelle di Paderborn e di Magonza, a sud dalla diocesi di Treviri e ad ovest da quella di Liegi. La suddivisione interna in decanati sembra risalire all'epoca del vescovo Anno II (1056-1075); comprendeva 22 decanati rurali e il decanato urbano di Colonia, raggruppati in dieci arcidiaconati, quattro maggiori (Colonia, Bonn, Xanten e Soest) e sei minori.
Il primo sinodo provinciale certo che si svolse a Colonia fu quello dell'870, durante il quale l'arcivescovo Williberto consacrò la cattedrale. Dei precedenti sinodi, quello che ha fatto maggiormente discutere gli storici fu quello celebrato il 12 maggio 346, i cui atti risalgono tuttavia non prima del X secolo; gli atti sono certamente spuri, cosa che inficia lo stesso concilio, ma l'elenco dei vescovi ivi riportato è autentico.
A partire dal X secolo, grazie ai privilegi concessi dall'imperatore Ottone I, iniziò ad affermarsi il principato ecclesiastico di Colonia, che fu uno dei maggiori del Sacro Romano Impero. I diritti comitali sui gau di Colonia e di Bonn costituirono il nucleo principale attorno ai quali si costituì la potenza territoriale degli arcivescovi di Colonia, che venne pian piano ad accrescersi nel corso dell'XI e del XII secolo, fino all'acquisizione nel 1180 del ducato di Vestfalia. La città di Colonia divenne una città libera nel 1288 e la capitale del principato fu trasferita a Bonn, dove gli arcivescovi fecero costruire un sontuoso palazzo. L'arcivescovo di Colonia fu ufficialmente riconosciuto nel 1357 come uno dei principi elettori dell'impero con l'ufficio di arcicancelliere imperiale per l'Italia. Il principato elettorale ecclesiastico con vari acquisti e donazioni si estendeva lungo una striscia di terra di circa 100 km. sulla riva sinistra del Reno ad est di Jülich e, sull'altra riva possedeva il ducato di Vestfalia e le regioni di Berg e la Mark.
Il 21 maggio 1388, con bolla di papa Urbano VI, fu fondata l'università di Colonia, che aprì i suoi corsi il 6 gennaio successivo con 21 professori e circa 700 studenti. Quella di Colonia fu la prima università in ambito imperiale istituita dalla Chiesa. Durante la riforma protestante, l'università fu una roccaforte cattolica contro i tentativi di imporre la nuova confessione religiosa.
In seguito alla riorganizzazione ecclesiastica dei territori del Belgio e dei Paesi Bassi nel XVI secolo, il 12 maggio 1559 Colonia cedette una porzione del suo territorio a vantaggio dell'erezione della diocesi di Roermond. Contestualmente, la provincia ecclesiastica fu ridotta alle diocesi di Liegi, di Münster e di Osnabrück; la diocesi di Minden scomparve con l'affermarsi della riforma protestante.
All'inizio degli anni ottanta del XVI secolo l'arcivescovo Gebardo Truchsess von Waldburg (1577-83), deciso a sposarsi, si convertì al calvinismo e cercò di secolarizzare l'arcivescovato col supporto olandese, ma la popolazione, aiutata dalla Baviera, impedì questo processo, insediando come nuovo arcivescovo il principe Ernesto di Baviera. Da allora fino al 1761 la carica di arcivescovo fu assegnata ai secondogeniti dei principi bavaresi Wittelsbach. Nel corso del XVIII secolo l'elettore gradualmente assommò altre sovranità ecclesiastiche in unione personale (Ratisbona, Osnabrück, Hildesheim, Paderborn, Münster), rendendolo uno dei principi più importanti della Germania nord-occidentale.
Il principato ecclesiastico fu soppresso tra Settecento e Ottocento: dopo il 1795 i suoi territori sulla riva sinistra del Reno furono occupati dalla Francia, a cui furono annessi nel 1801 dopo la pace di Lunéville; il Reichsdeputationshauptschluss del 1803 secolarizzò il resto del principato ecclesiastico (27 aprile 1803), assegnando il ducato di Vestfalia al langravio di Assia-Darmstadt. Soppresso il principato, la residenza dell'arcivescovo fu riportata da Bonn a Colonia.
Anche l'arcidiocesi, a seguito degli avvenimenti politici, subì importanti variazioni. L'arcivescovo Massimiliano d'Asburgo-Lorena, di fronte all'avanzata delle truppe rivoluzionarie francesi, fuggì a Vienna, dove morì nel 1801; in seguito, l'arcidiocesi rimase vacante fino al 1824. I territori sulla riva sinistra del Reno, compresa la città di Colonia, entrarono a far parte della nuova diocesi di Aquisgrana, mentre quelli posti sulla riva destra furono amministrati dal vicario capitolare von Kaspers e dal vescovo ausiliare Klemens August Maria von Merle († 1810).
Il 16 luglio 1821, con la bolla De salute animarum, papa Pio VII riorganizzò le circoscrizioni ecclesiastiche cattoliche nel regno di Prussia. L'arcidiocesi di Colonia vide ridursi di molto il suo antico territorio, buona parte del quale passò alle diocesi di Münster e di Paderborn; porzioni minori furono cedute alle diocesi di Liegi (dalla quale però acquisì diverse parrocchie) e di Treviri; d'altro canto, l'arcidiocesi acquisì la quasi totalità del territorio della soppressa diocesi di Aquisgrana. Contestualmente, la nuova provincia ecclesiastica di Colonia comprendeva le diocesi di Treviri, di Münster e di Paderborn.
Tre anni dopo si raggiunse un accordo per la nomina del nuovo arcivescovo, Ferdinand August von Spiegel, al quale spettò il compito di riorganizzare l'arcidiocesi. Momenti di tensione con il governo prussiano, luterano, si ebbe in occasione della questione dei matrimoni misti fra cattolici e protestanti, che vide coinvolto anche il suo successore, Clemens August Droste zu Vischering, il quale fu arrestato e imprigionato per un anno e mezzo.
L'arcivescovo Paul Ludolf Melchers partecipò al concilio Vaticano I e visse gli anni difficili del Kulturkampf; fu arrestato e imprigionato per diversi mesi, prima di essere deposto d'autorità dal governo nel 1876; costretto all'esilio a Maastricht, dette le dimissioni nel 1885.
L'arcidiocesi divenne nell'Ottocento il vero centro culturale e religioso del cattolicesimo tedesco. Le maggiori organizzazioni cattoliche tedesche ebbero la loro origine nell'arcidiocesi: la Gesellenverein a Colonia, la Borromäusverein a Düsseldorf, le Missionsverein ad Aquisgrana. Due sono le istituzioni teologiche principali dell'arcidiocesi: l'università cattolica di Bonn, fondata nel 1818, e il seminario maggiore di Bensberg, presso Colonia, inaugurato il 27 marzo 1929.
Tra l'Ottocento e il Novecento, l'arcidiocesi subì alcune modifiche territoriali:
- nel 1840 cedette una porzione del suo territorio a vantaggio del ristabilimento del vicariato apostolico del Limburgo (oggi diocesi di Roermond);
- il 30 luglio 1921 cedette la parte di territorio che dopo il trattato di Versailles del 1919 era diventato territorio belga, a vantaggio dell'erezione della diocesi di Eupen e Malmedy, che contestualmente fu unita aeque principaliter alla diocesi di Liegi;
- il 13 agosto 1930, in forza della bolla Pastoralis officii nostri, fu eretta nuovamente la diocesi di Aquisgrana, alla quale Colonia cedette tutta la parte occidentale del proprio territorio, al confine con la Francia; contestualmente, le diocesi di Aquisgrana, di Limburgo e di Osnabrück[11] entrarono a parte della provincia ecclesiastica di Colonia, da cui se ne distaccò Paderborn, elevata al rango di sede metropolitana;
- infine, il 23 febbraio 1957 ha ceduto un'ulteriore porzione di territorio a vantaggio dell'erezione della diocesi di Essen, resa suffraganea di Colonia.

In forza del concordato con la Prussia del 1929, al capitolo della cattedrale è concesso il privilegio di eleggere i propri arcivescovi su una terna di nomi proposta dalla Santa Sede, cui segue la nomina formale e canonica da parte del papa.
A Colonia si è tenuta la Giornata mondiale della gioventù del 2005 dal 15 al 21 agosto, alla presenza di papa Benedetto XVI.

## Cronotassi degli arcivescovi
Si omettono i periodi di sede vacante non superiori ai 2 anni o non storicamente accertati.
Sono diversi i manoscritti antichi che riportano il catalogo episcopale di Colonia. Il più antico di questi è della fine del X secolo e si ferma al vescovo Warino (976-984). Secondo Louis Duchesne la serie episcopale antica è degna di fede, benché sia lacunosa nei primi secoli, non sempre ordinata cronologicamente e vi siano alcune omissioni di vescovi storicamente accertati.
- San Materno † (prima del 313 - dopo il 314)[14]
- Eufrate † (menzionato nel 343/344)[15]
- San Severino † (menzionato nel 397 circa)
- Carentino † (all'epoca di Venanzio Fortunato)[16]
- Sant'Everigisilo † (menzionato nel 590)
- Solazio † (menzionato nel 614)
- Sunnoveo †
- Rimedio †
- San Cuniberto † (prima del 627 - 12 novembre circa 663 deceduto)
- Bodato †
- Stefano †
- Adelvino †[17]
- Gisone †[18]
- Anno I †[19]
- Faramundo †[20]
- Reginfrido † (menzionato nel 742)[21]
- Sant'Agilulfo † (745 o 747 - 9 luglio 751 o 752 deceduto)[22]
- Ildegario † (? - 753 deceduto)
- Bertelmo † (menzionato nel 762)
- Ricolfo † (menzionato nel 780 circa)
- Ildeboldo † (circa 784 - 3 settembre 818 deceduto)
- Adebaldo † (819 - 841 deceduto)
- Liutberto † (menzionato il 3 gennaio 842)[23]
- Ilduino † (842 - circa 848 dimesso)
  - Sede vacante (848-850)
- Gunterio † (20 aprile 850 consacrato - 30 ottobre 863 deposto)[24]
  - Sede vacante (863-870)
- Williberto † (7 gennaio 870 - 11 settembre 889 deceduto)
- Ermanno I † (prima di maggio 890 - 11 aprile 924[25] deceduto)
- Wicfrido † (924 - 9 luglio 953 deceduto)
- San Bruno † (prima del 30 agosto 953 - 11 ottobre 965 deceduto)
- Folkmaro † (965 - 18 luglio 969 deceduto)
- Gerone † (969 - 28 giugno 976 deceduto)
- Guarino † (976 - 984 dimesso)
- Ebergardo † (984 - 11 giugno 999 deceduto)
- Sant'Eriberto † (9 luglio 999 - 16 marzo 1021 deceduto)
- Pellegrino † (1021 - 25 agosto 1036 deceduto)
- Ermanno II † (1036 - 11 febbraio 1056 deceduto)
- Sant'Annone II † (3 marzo 1056 consacrato - 4 dicembre 1075 deceduto)
- Hildolf † (6 marzo 1076 - 19 luglio 1078 deceduto)
- Sigewin von Are † (1078 - 31 maggio 1089 deceduto)
- Hermann von Hochstaden † (giugno 1089 - 21 novembre 1099 deceduto)
- Friedrich von Schwarzenburg † (1100 - 25 ottobre 1131 deceduto)
- Bruno von Berg I † (25 dicembre 1131 - 30 maggio 1137 deceduto)
- Hugo von Sponheim † (giugno 1137 - 30 giugno 1137 deceduto)
- Arnold von Randerath † (1137 - 3 aprile 1151 deceduto)
- Arnold di Wied † (15 aprile 1151 - 14 maggio 1156 deceduto)
- Friedrich von Berg † (giugno 1156 - 15 dicembre 1158 deceduto)
- Rainald von Dassel † (febbraio o marzo 1159 - 14 agosto 1167 deceduto)
- Philipp von Heinsberg † (1167 - 13 agosto 1191 deceduto)
- Beato Bruno von Berg II † (1191 - 1193 dimesso)
- Adolf von Berg-Altena † (21 novembre 1193 - 13 marzo 1205 scomunicato)
- Bruno von Sayn † (23 dicembre 1205 - 2 novembre 1208 deceduto)
- Dietrich von Hengebach † (22 dicembre 1208 - 27 marzo 1212 deposto)
  - Adolf von Berg-Altena † (1º maggio 1212 - 1215 dimesso) (amministratore apostolico)
- Sant'Engelbert von Berg † (29 febbraio 1216 - 7 novembre 1225 deceduto)
- Heinrich von Müllenark † (15 novembre 1225 - 27 marzo 1238 deceduto)
- Konrad von Hochstaden † (prima del 23 luglio 1238 - 28 settembre 1261 deceduto)
- Engelbert von Falkenburg † (31 dicembre 1262 - 17 novembre 1274 deceduto)
- Siegfried von Westerburg † (23 marzo 1275 - 7 aprile 1297 deceduto)
- Wigbold von Holte † (22 agosto 1297 - 26 marzo 1304 deceduto)
- Heinrich von Virneburg † (gennaio 1306 - 6 gennaio 1332 deceduto)
- Walram von Jülich† (27 gennaio 1332 - 14 agosto 1349 deceduto)
- Wilhelm von Gennep † (18 dicembre 1349 - 15 settembre 1362 deceduto)
- Adolf von der Mark † (21 giugno 1363 - 15 aprile 1364 dimesso)
- Engelbert von der Mark † (15 aprile 1364 - 26 agosto 1368 deceduto)
  - Kuno von Falkenstein † (27 marzo 1370 - 1370 dimesso) (amministratore apostolico)
- Friedrich von Saarwerden † (13 novembre 1370 - 9 aprile 1414 deceduto)
- Dietrich von Moers † (30 agosto 1414 - 24 gennaio 1446 deposto)
- Dietrich von Moers † (4 dicembre 1447 - 13 febbraio 1463 deceduto) (per la seconda volta)
- Ruprecht von der Pfalz † (16 giugno 1463 - 16 luglio 1480 deceduto)
- Hermann von Hessen † (15 novembre 1480 - 27 settembre 1508 deceduto)
- Philipp von Daun † (31 gennaio 1509 - 12 febbraio 1515 deceduto)
- Hermann von Wied † (13 giugno 1515 - 25 febbraio 1547 dimesso)
- Adolf von Schauenburg † (25 febbraio 1547 succeduto - 20 settembre 1556 deceduto)
- Anton von Schauenburg † (6 ottobre 1557 - 18 giugno 1558 deceduto)
- Johann Gebhard von Mansfeld-Vorderort † (31 gennaio 1560 - 2 novembre 1562 deceduto)
- Friedrich von Wied † (19 novembre 1562 - 23 ottobre 1567 dimesso)
- Salentin von Isenburg-Grenzau † (9 dicembre 1573 - 13 settembre 1577 dimesso)
- Gebhard Truchsess von Waldburg † (29 febbraio 1580[26] - 1º aprile 1583 deposto)
- Ernst von Bayern † (27 giugno 1583 - 17 febbraio 1612 deceduto)
- Ferdinand von Bayern † (17 febbraio 1612 succeduto - 13 settembre 1650 deceduto)
- Maximilian Heinrich von Bayern † (13 settembre 1650 succeduto - 3 giugno 1688 deceduto)
- Joseph Clemens von Bayern † (20 settembre 1688 - 12 novembre 1723 deceduto)
- Clemens August von Bayern † (12 novembre 1723 succeduto - 6 febbraio 1761 deceduto)
- Maximilian Friedrich von Königsegg-Rothenfels † (13 luglio 1761 - 15 aprile 1784 deceduto)
- Maximilian Franz von Österreich † (15 aprile 1784 succeduto - 29 luglio 1801 deceduto)
  - Sede vacante (1801-1824)[27]
- Ferdinand August von Spiegel † (20 dicembre 1824 - 2 agosto 1835 deceduto)
- Clemens August Droste zu Vischering † (1º febbraio 1836 - 19 ottobre 1845 deceduto)
- Johannes von Geissel † (19 ottobre 1845 succeduto - 8 settembre 1864 deceduto)
- Paul Ludolf Melchers † (8 gennaio 1866 - 3 luglio 1885 dimesso)
- Philipp Krementz † (30 luglio 1885 - 6 maggio 1899 deceduto)
- Hubert Theophil Simar † (14 dicembre 1899 - 24 maggio 1902 deceduto)
- Anton Hubert Fischer † (14 febbraio 1903 - 30 luglio 1912 deceduto)
- Felix von Hartmann † (2 dicembre 1912 - 11 novembre 1919 deceduto)
- Karl Joseph Schulte † (8 marzo 1920 - 11 marzo 1941 deceduto)
- Josef Frings † (1º maggio 1942 - 24 febbraio 1969 ritirato)
- Joseph Höffner † (24 febbraio 1969 succeduto - 14 settembre 1987 ritirato)
- Joachim Meisner † (20 dicembre 1988 - 28 febbraio 2014 ritirato)
- Rainer Maria Woelki, dall'11 luglio 2014[28]

## Statistiche
L'arcidiocesi nel 2023 su una popolazione di 5.521.841 persone contava 1.904.400 battezzati, corrispondenti al 34,5% del totale.
| anno | popolazione | popolazione | popolazione | presbiteri | presbiteri | presbiteri | presbiteri                | diaconi | religiosi | religiosi | parrocchie |
| anno | battezzati  | totale      | %           | numero     | secolari   | regolari   | battezzati per presbitero | diaconi | uomini    | donne     | parrocchie |
| ---- | ----------- | ----------- | ----------- | ---------- | ---------- | ---------- | ------------------------- | ------- | --------- | --------- | ---------- |
| 1950 | 2.973.012   | 4.797.231   | 62,0        | 2.442      | 1.929      | 513        | 1.217                     |         | 680       | 9.012     | 707        |
| 1969 | 2.712.000   | 5.075.000   | 53,4        | 2.392      | 1.610      | 782        | 1.133                     | 5       | 1.322     | 6.880     | 801        |
| 1980 | 2.531.845   | 5.050.601   | 50,1        | 2.095      | 1.397      | 698        | 1.208                     | 106     | 979       | 4.643     | 796        |
| 1990 | 2.465.000   | 5.000.000   | 49,3        | 1.781      | 1.186      | 595        | 1.384                     | 204     | 913       | 3.066     | 815        |
| 1999 | 2.320.000   | 5.300.000   | 43,8        | 1.487      | 1.063      | 424        | 1.560                     | 292     | 575       | 2.561     | 806        |
| 2000 | 2.301.000   | 5.325.000   | 43,2        | 1.464      | 1.040      | 424        | 1.571                     | 286     | 576       | 2.465     | 802        |
| 2001 | 2.280.000   | 5.300.000   | 43,0        | 1.365      | 992        | 373        | 1.670                     | 290     | 507       | 2.305     | 797        |
| 2002 | 2.250.000   | 5.300.000   | 42,5        | 1.377      | 986        | 391        | 1.633                     | 295     | 547       | 2.266     | 790        |
| 2003 | 2.232.000   | 5.320.000   | 42,0        | 1.366      | 977        | 389        | 1.633                     | 289     | 550       | 2.088     | 780        |
| 2004 | 2.220.000   | 5.400.000   | 41,1        | 1.340      | 943        | 397        | 1.656                     | 289     | 561       | 2.046     | 767        |
| 2006 | 2.191.905   | 5.360.000   | 40,9        | 1.288      | 906        | 382        | 1.701                     | 295     | 525       | 1.931     | 743        |
| 2013 | 2.069.152   | 5.417.865   | 38,2        | 1.033      | 837        | 196        | 2.003                     | 309     | 294       | 1.541     | 546        |
| 2016 | 2.038.000   | 5.394.686   | 37,8        | 975        | 796        | 179        | 2.090                     | 302     | 260       | 1.367     | 527        |
| 2019 | 1.942.733   | 5.509.371   | 35,3        | 939        | 757        | 182        | 2.068                     | 271     | 252       | 1.263     | 527        |
| 2021 | 1.909.400   | 5.536.443   | 34,5        | 884        | 729        | 155        | 2.159                     | 268     | 222       | 1.139     | 514        |
| 2023 | 1.904.400   | 5.521.841   | 34,5        | 840        | 690        | 150        | 2.267                     | 256     | 202       | 1.022     | 509        |

## Galleria d'immagini

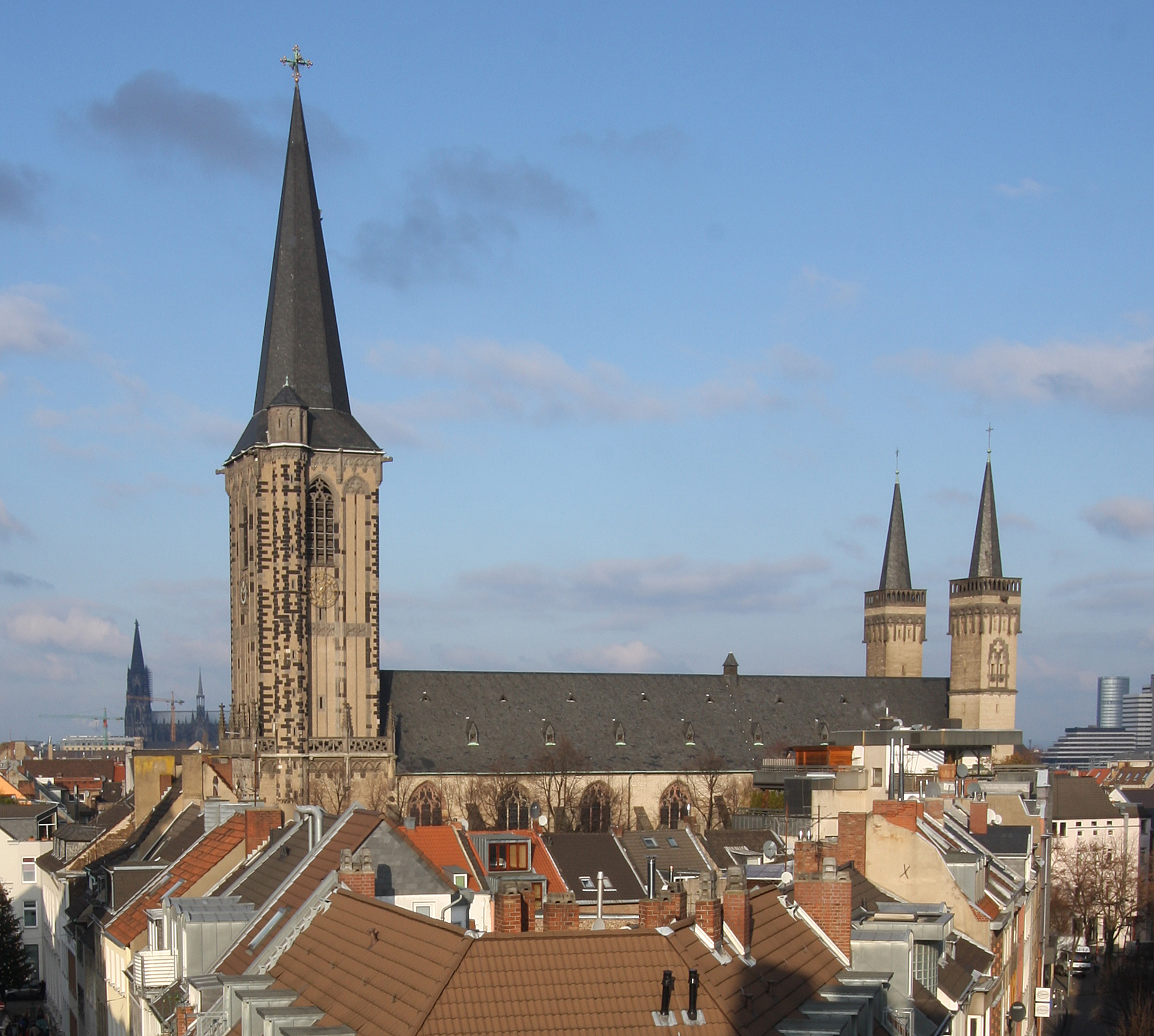
La basilica di San Severino a Colonia (X secolo)
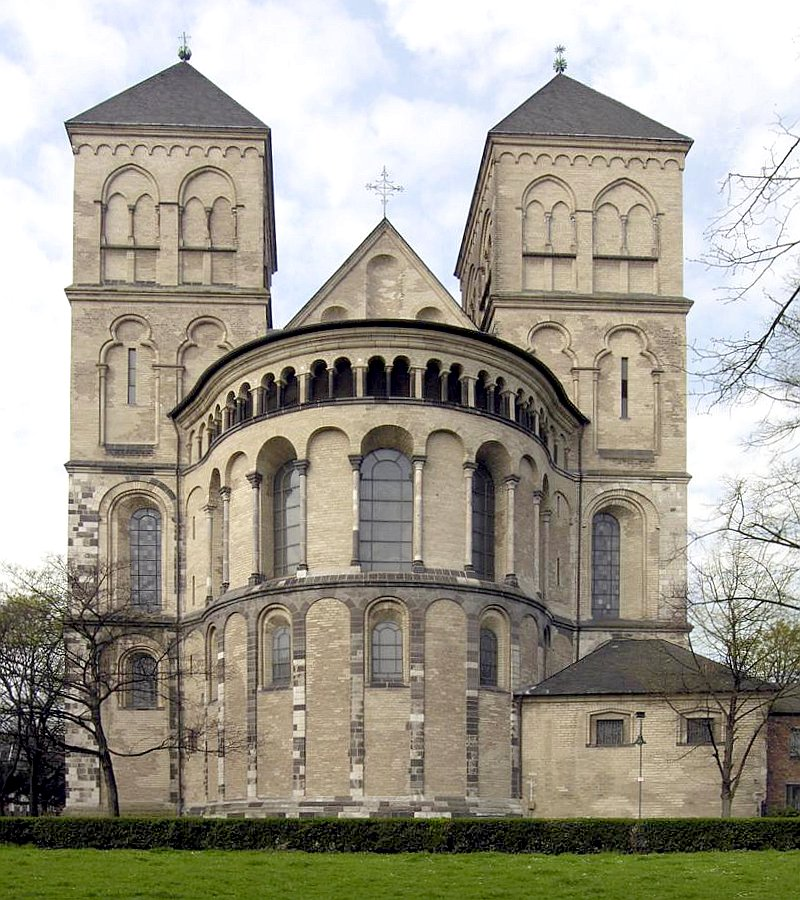
L'abside della collegiata di San Cuniberto a Colonia (XIII secolo)
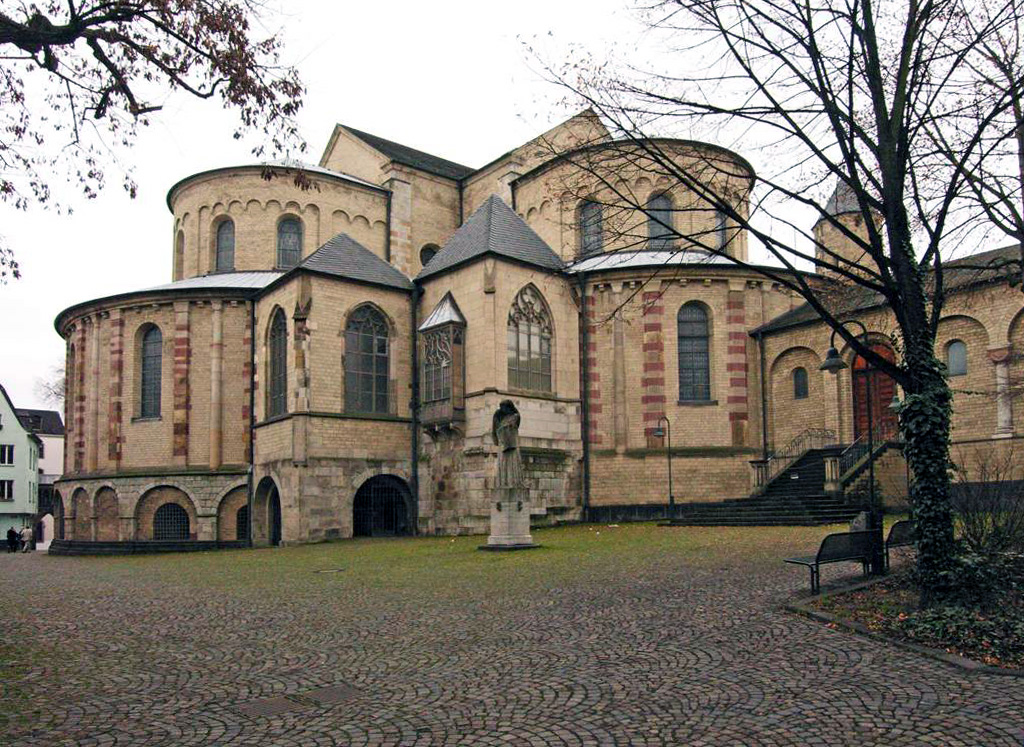
La Basilica di Santa Maria in Campidoglio a Colonia (VII secolo)
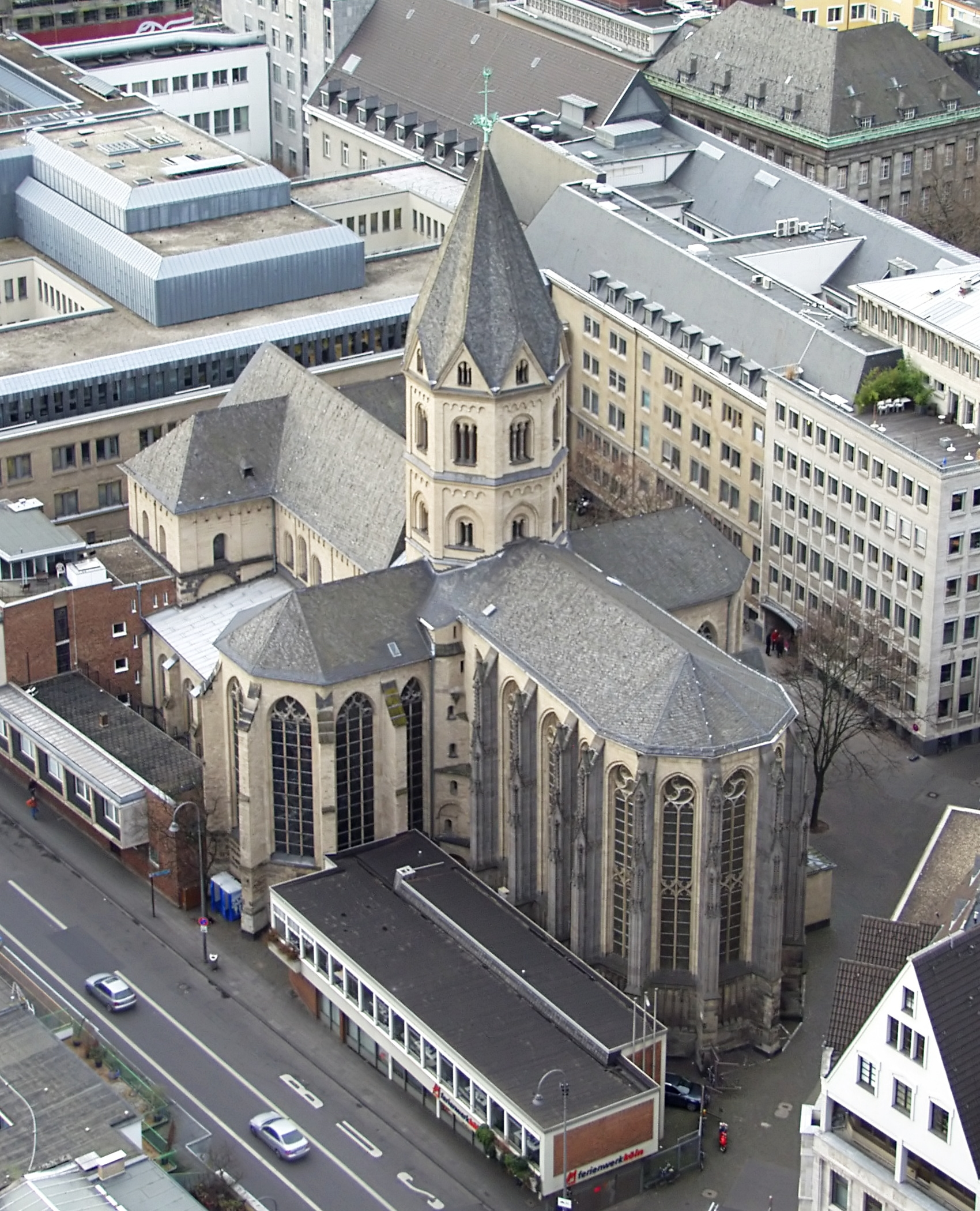
La basilica di Sant'Andrea a Colonia (IX secolo)
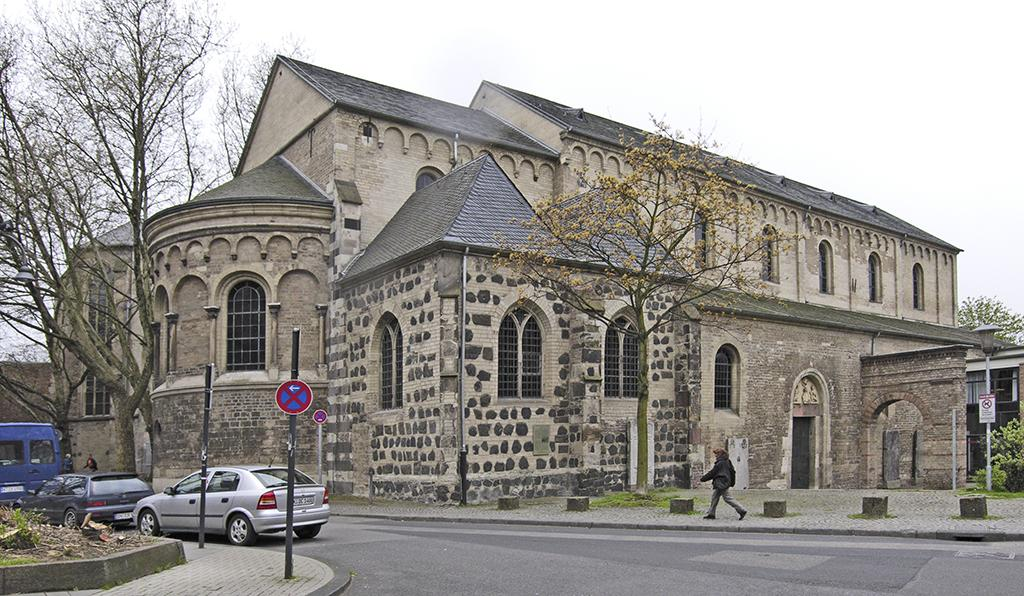
La basilica di Santa Cecilia a Colonia (IX secolo)
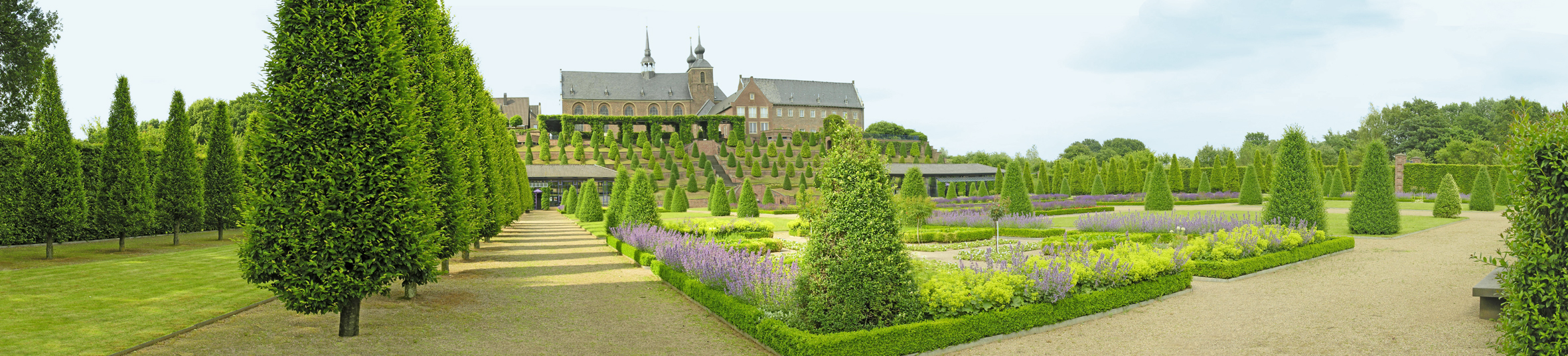
L'abbazia cistercense di Kamp (1122)
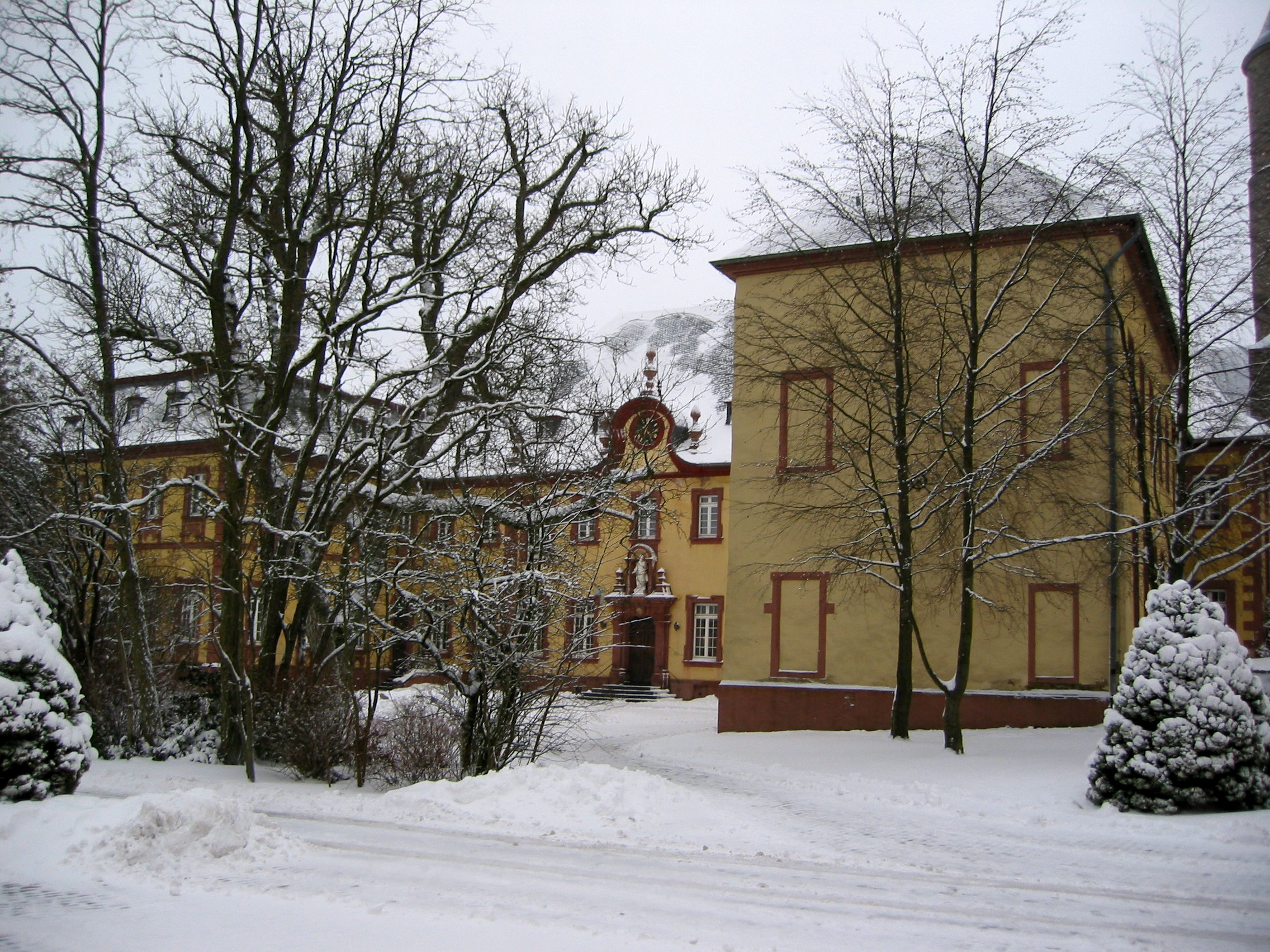
L'abbazia premostratense di Steinfeld (X secolo)
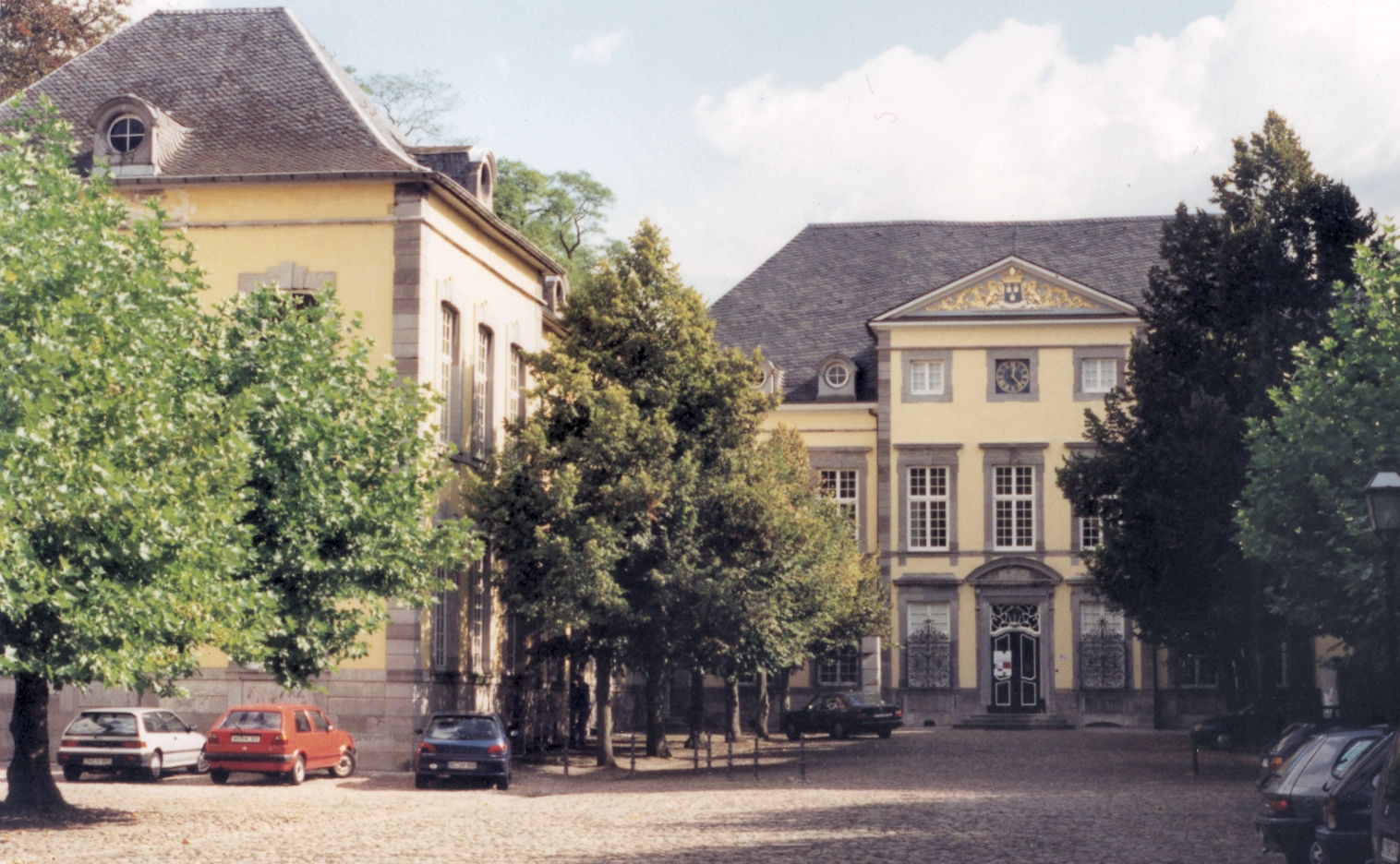
L'abbazia di Kornelimünster